# Sergio Candanedo
Un Tío Blanco Hetero (Madrid, 1988), també conegut per les sigles UTBH o el pseudònim de Sergio Candanedo, és un videoproductor de YouTube espanyol. Actiu des de 2018, la seva temàtica és la crítica de conceptes socioculturals com el feminisme, la perspectiva de gènere i la correcció política, en els quals acumula controvèrsia des de sectors relacionats.
Al maig de 2019, UTBH va saltar als mitjans quan la seva participació al Free Market Road Show de Castelló de la Plana, on havia estat convidat com a ponent, va ser objecte d'un escrache. L'autoria de l'incident va correspondre al col·lectiu feminista Subversives, que havia cridat al boicot de l'acte per considerar-lo "feixista i misògin", i els membres van haver de ser desallotjats per la Policia Nacional. El youtuber va dedicar dies després un vídeo a l'incident per tal de respondre a les acusacions. Al setembre de 2020, Candanedo va començar a treballar com a columnista setmanal al diari digital Vozpópuli.